# Schutzhafen (Antarktika)
Der Schutzhafen ist eine Bucht an der Borchgrevink-Küste des ostantarktischen Viktorialands. Sie liegt zwischen dem südlichen Ende der Daniell-Halbinsel sowie dem Nordostrand der Borchgrevink-Gletscherzunge und grenzt an die Glacier Strait.
Wissenschaftler der deutschen Expedition GANOVEX III (1982–1983) nahmen die Benennung vor. Die Bucht diente dieser Forschungsreise und zuvor auch schon der britischen Discovery-Expedition (1901–1904) als sicherer Ankerplatz.